# توس سیاه آسیایی
توس سیاه آسیایی (نام علمی: Betula dahurica) نام یک گونه از سرده توس است.